# Mitologia

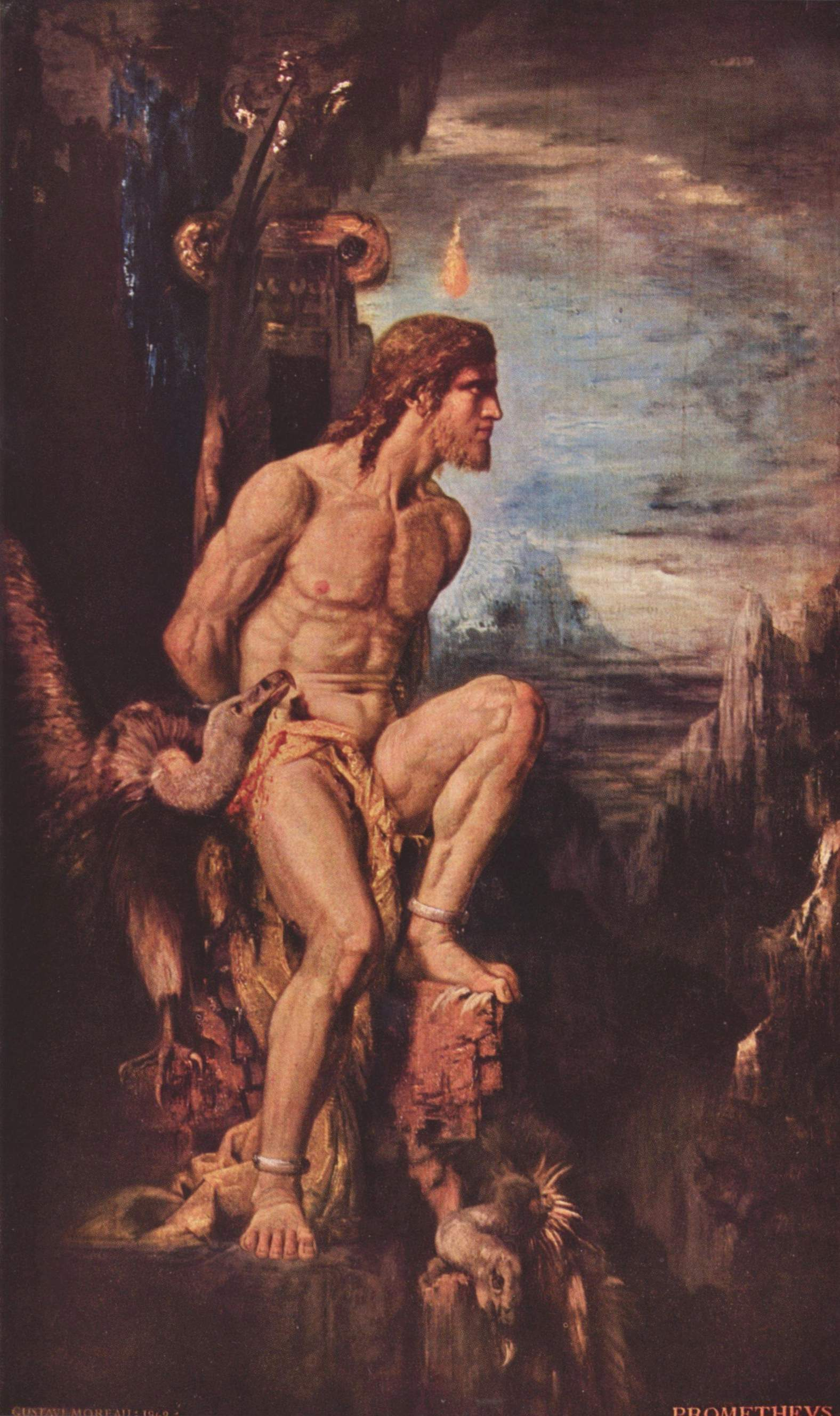
Prometeu (1868) por Gustave Moreau. Prometeu é um exemplo de mito.

O termo mitologia pode referir-se tanto ao estudo de mitos como a um conjunto de mitos. Por exemplo, mitologia comparada é o estudo das conexões entre os mitos de diferentes culturas, ao passo que mitologia grega é o conjunto de mitos originários da Grécia Antiga.
Em sentido coloquial, o termo "mito" é, frequentemente, utilizado para se referir a uma história falsa. Porém o uso acadêmico do termo não denota, geralmente, um julgamento quanto a sua verdade ou falsidade. No estudo de folclore, um mito é uma narrativa sagrada que explica como o mundo e a humanidade vieram a ser da forma que são atualmente. Muitos estudiosos em outros campos usam o termo "mito" de forma um pouco diferente. Em um sentido muito amplo, a palavra pode se referir a qualquer história tradicional.
Os mitos são, geralmente, histórias baseadas em tradições e lendas feitas para explicar o universo, a criação do mundo, fenômenos naturais e qualquer outra coisa a que explicações simples não são atribuíveis. Mas nem todos os mitos têm esse propósito explicativo. Em comum, a maioria dos mitos envolvem uma força sobrenatural ou uma divindade, mas alguns são apenas lendas passadas oralmente de geração em geração. Figuras mitológicas são proeminentes na maioria das religiões e a maior parte das mitologias estão atadas a pelo menos uma religião. Alguns usam a palavra mito e mitologia para desacreditar as histórias de uma ou mais religiões.
O termo é, frequentemente, associado às descrições de religiões de sociedades antigas, como a mitologia romana, mitologia grega, mitologia egípcia e mitologia nórdica, que foram quase extintas. Destaca-se, ainda, a mitologia cristã, que ainda hoje tem muitos devotos pelo mundo. No entanto, é importante ter em mente que, enquanto alguns veem os panteões nórdico e céltico como meras fábulas, outros os têm como religião (ver Neopaganismo). Alguns religiosos tomam como ofensa a caracterização de sua fé como um conjunto de mitos, pois isso implicaria em afirmar tacitamente que sua religião não passa de folclore. De qualquer forma, parece haver um consenso de que cada religião possui um grupo de mitos que desenvolveram-se em conjunto com suas escrituras. Esse tipo de postura é particularmente recorrente em países cuja maior parte da população adere a uma religião específica, como é o caso do Brasil ou México.

## Natureza dos mitos

### Características típicas
Os personagens principais nos mitos são, geralmente, deuses ou heróis sobrenaturais. Como histórias sagradas, os mitos, e também podem ser consideradas as fábulas, são, muitas vezes, endossados pelos governantes e sacerdotes e intimamente ligados à religião. Na sociedade em que é divulgado, um mito é geralmente considerado como um relato verdadeiro de um passado remoto. Na verdade, muitas sociedades têm duas categorias de narrativas tradicionais: "histórias verdadeiras" ou mitos, e as "histórias falsas" ou fábulas. Mitos geralmente estão ambientados em uma época antiga, quando o mundo ainda não tinha atingido sua forma atual,e explicam como o mundo atingiu sua forma atual e como os costumes, instituições e tabus foram estabelecidos. Os mitos são também encontrados in illo tempore, ou seja, num tempo indefinido e intemporal, ajustando-se assim ao pensamento de qualquer sociedade.

## Religião e mitologia
Os termos "mito" e "mitologia" são, comumente, empregados para ilustrar histórias de uma ou mais religiões como algo falso ou duvidoso - e muito embora quase todos os dicionários incluam essa definição, a palavra "mito" nem sempre implica uma história falsa, nem uma história verdadeira. O termo é constantemente utilizado no sentido de descrever religiões criadas pelas sociedades antigas, cujos ritos estão quase extintos. Muitas pessoas veem seus textos sagrados como possuindo verdades religiosas, inspiradas divinamente.[carece de fontes?]
Para o propósito desse artigo, a palavra "mitologia" é usada para se referir a histórias, que, enquanto podem ou não ser factuais, revelam verdades fundamentais e pensamentos sobre a natureza humana, através do frequente uso de arquétipos. Também é necessário frisar que as histórias discutidas expressam pontos de vista e crenças de um país, um período no tempo, cultura e/ou religião a qual lhes deu à luz. Uma pessoa pode falar de mitologia Judaica, mitologia Cristã ou mesmo mitologia Islâmica, com cada uma descrevendo os elementos míticos nessas religiões sem se referir à veracidade sobre a sua história.[carece de fontes?]